# Cuort Ligia Grischa

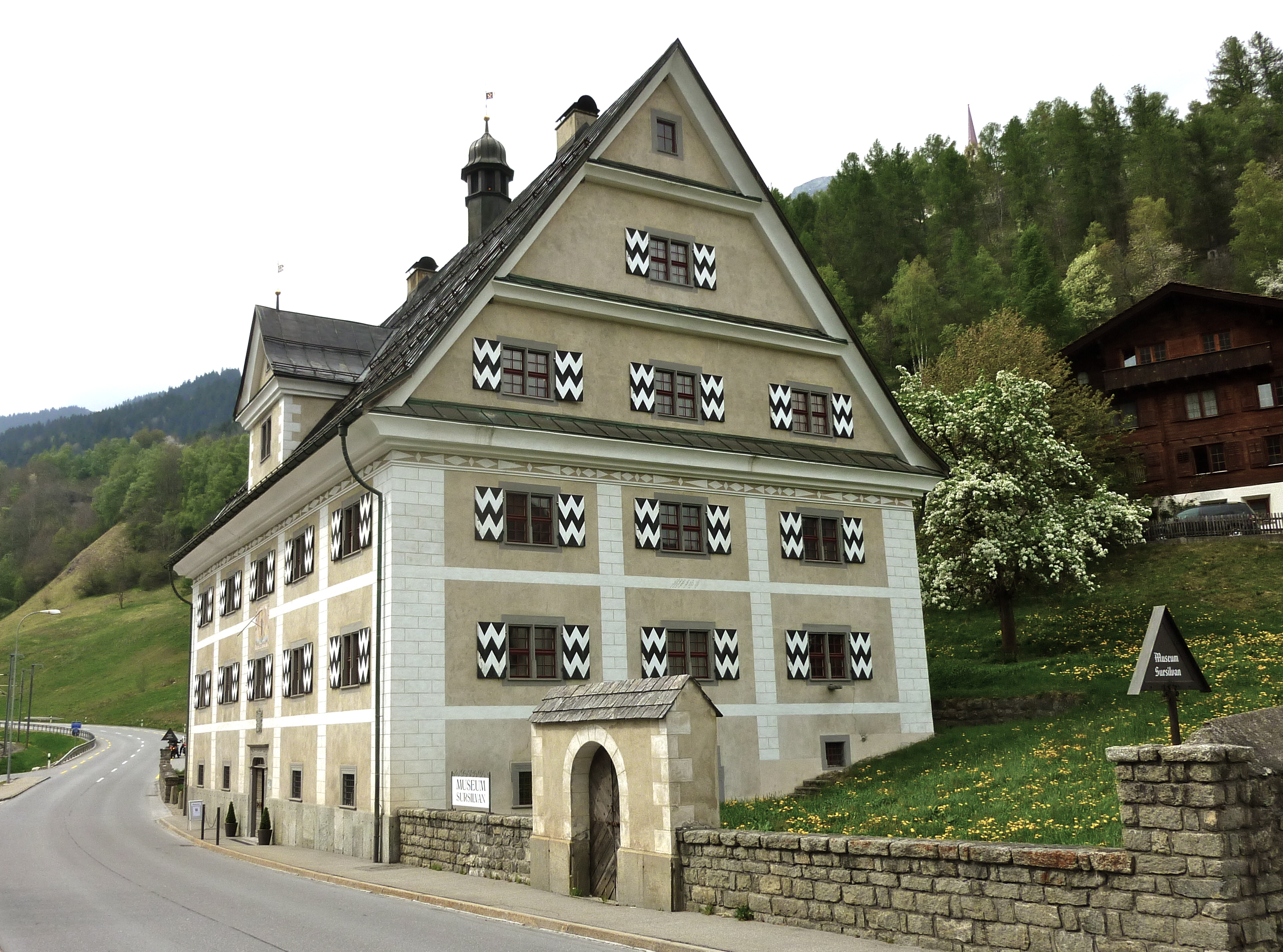
Haus Cuort Ligia Grischa, Ansicht von Osten

Der Cuort Ligia Grischa (rätoromanisch im Idiom Sursilvan für «Hof des Grauen Bundes»; deutscher Name: «Disentiser Hof») steht in Trun in der Surselva im Schweizer Kanton Graubünden. Er war der Sitz der Bundesversammlung des Grauen Bundes und die Wohnung des Abtes des Klosters Disentis. Heute ist im Cuort Ligia Grischa das «Museum Sursilvan» untergebracht.

## Haus

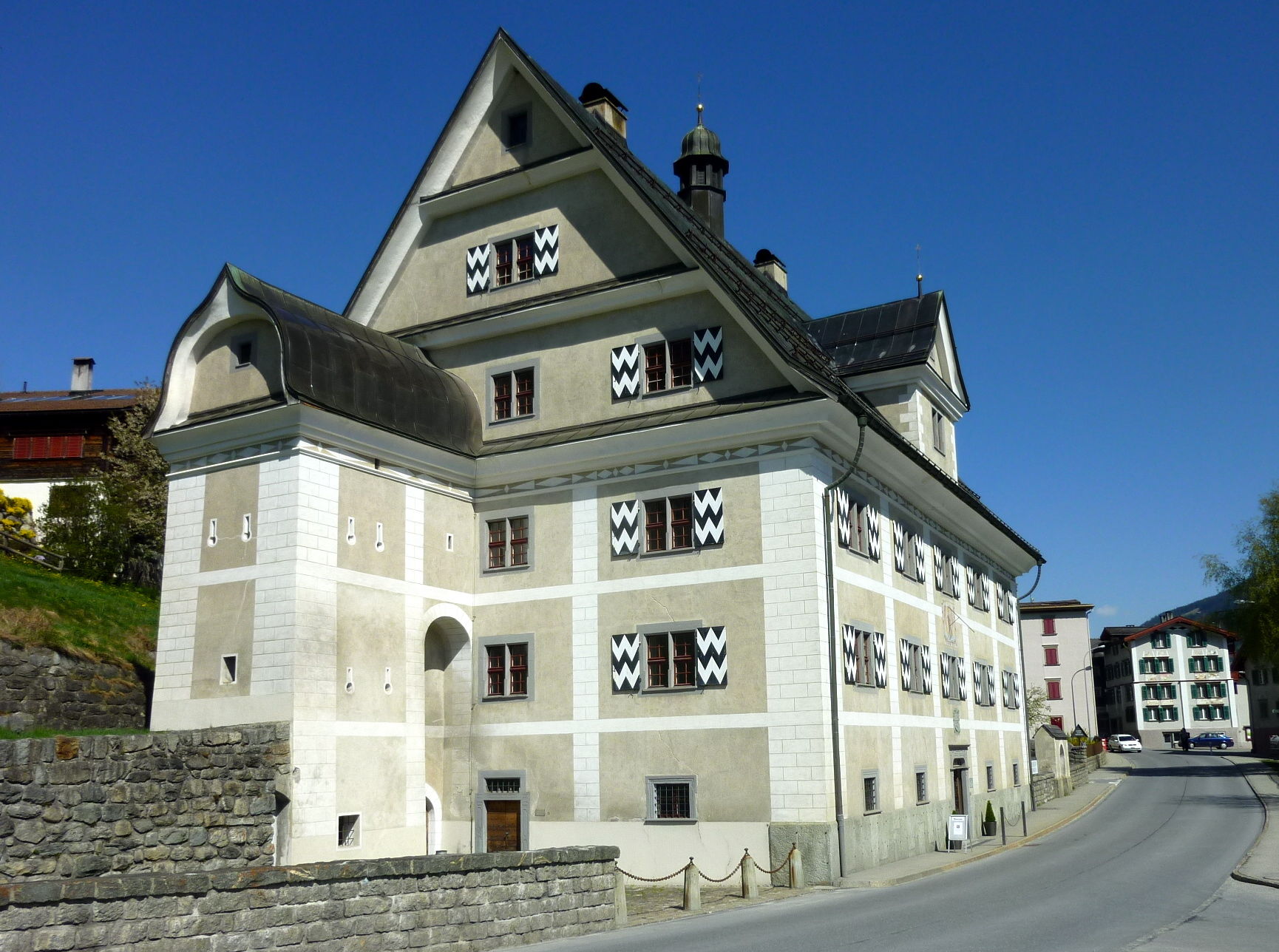
Ansicht von Westen

Grabungen aus dem Jahr 1989 zeigten, dass der heutige stattliche Barockbau am westlichen Dorfrand über mindestens zwei Vorgängerbauten errichtet wurde. Die vorgefundenen Fundamentreste lassen auf ein einfaches Gebäude schliessen. Es ist denkbar, dass es aus der Zeit um 765 stammt, als das Kloster Disentis durch eine Schenkung von Bischof Tello zu Grundbesitz in Trun kam. Das Gebäude diente zuerst als Verwaltungssitz für die Klostergüter, dann stellte es Abt Peter von Pontaningen 1424 als Tagungs- und Gerichtsort dem Grauen Bund zur Verfügung.

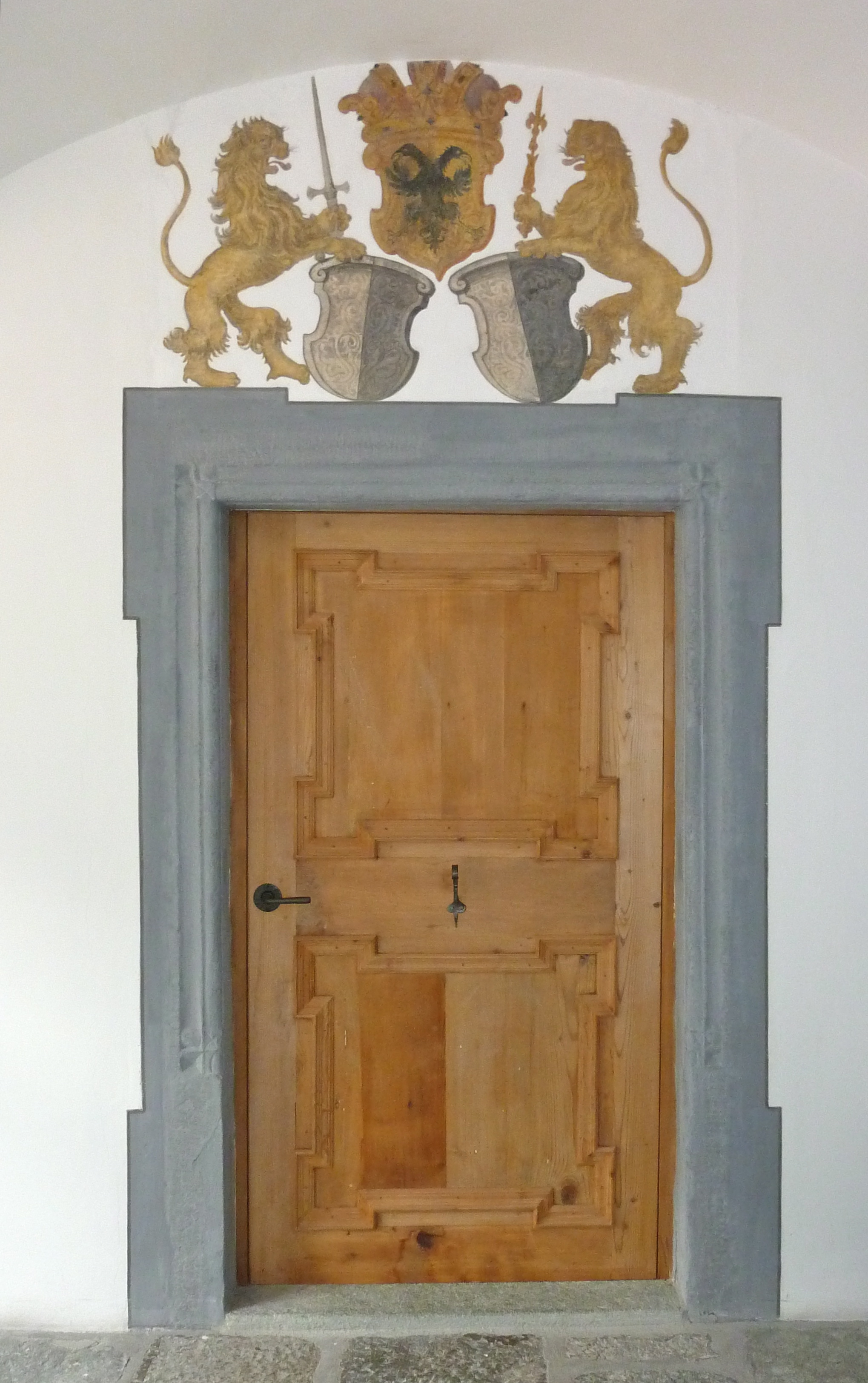
Tür im 1. OG von 1588

Unter Abt Nicolaus Tyron von Trun (1580–1593) wurde 1588 über dem Vorgängerbau ein grösseres und repräsentativeres Gebäude erstellt. Aus dieser Zeit stammt beispielsweise noch die Türrahmung im ersten Obergeschoss.
Fürstabt Adalbert II. de Medell (1655–1696) veranlasste den Bau des heutigen Gebäudes. Es gilt als einer der schönsten Profanbauten der Region aus der Barockzeit. Es sollte einen würdigen Rahmen für die Amtsgeschäfte des Grauen Bundes und als Sommerresidenz der Disentiser Äbte dienen. Es entstand von 1674 bis 1679 unter der Leitung des Baumeisters Pedrut de Rungs aus dem Val Lumnezia. Die Holzarbeiten wurden von Meister Gion Giger aus Trun geschaffen. 

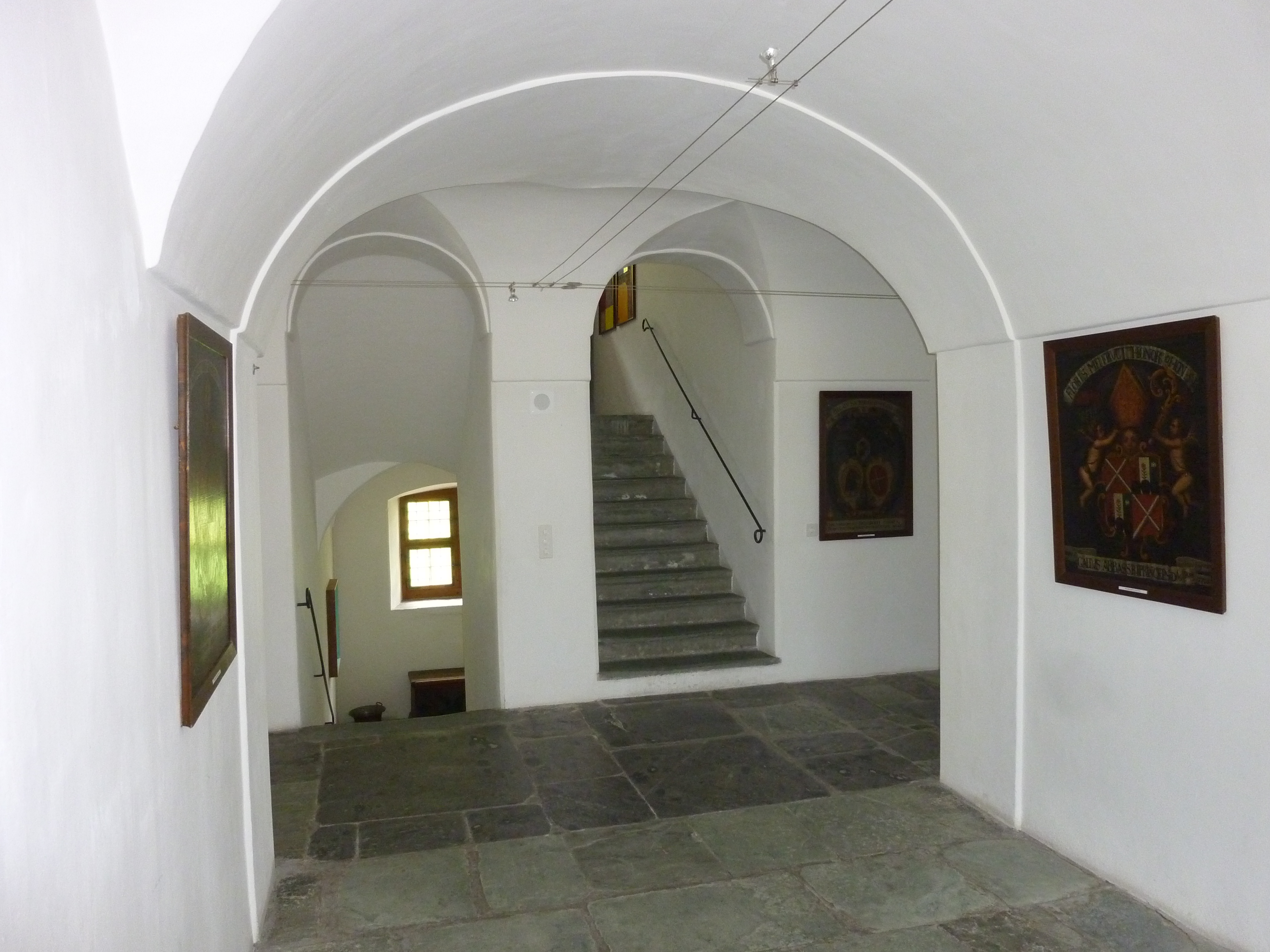
Treppenhaus

Das symmetrisch angelegte Gebäude und die kreuzförmige Korridoranlage in allen drei Geschossen lassen darauf schliessen, dass das Haus von Grund auf neu gebaut wurde.
Unter dem Nachfolger des Erbauers, Adalbert III. Defuns (amtierend 1696–1719), wurde die Innenausstattung des Hauses angemessen ergänzt. So wurden die Wohnräume des Abtes ausgebaut, die Abtsstube getäfert, das Landrichtersaal ausgemalt und die Kapelle im dritten Geschoss eingerichtet. 
In der Folge blieb der Klosterhof baulich unverändert. Seine Bedeutung ging als Folge der politischen Veränderungen erheblich zurück (Einmarsch der französischen Truppen in die Surselva 1789, die Eingliederung des Grauen Bundes in den 1803 entstandenen Kanton Graubünden und die Verlegung der Kantonsregierung nach Chur).
Nach dem vierten Klosterbrand von 1846 veranlassten finanzielle Schwierigkeiten den Abt, neben Gütern in Trun 1859 auch den Klosterhof zu veräussern. Käufer war Gion Giachen Cavegn aus Dardin, der es in Spanien zu Wohlstand gebracht hatte. Das Haus diente fortan drei Familien als Wohnhaus, wobei der Landrichtersaal stets dem Bezirksgericht Vorderrhein vorbehalten blieb. Um die Kosten für den Erhalt des Gebäudes zu decken, wurden Teile der Innenausstattung verkauft. Während der alte Ofen aus Speckstein an die Familie Bodmer-Abegg in Flims verkauft wurde, verhinderte 1930 der Direktor der Rhätischen Bahn Gustav Bener (1873–1946) den Verkauf des Täfers der Abtsstube durch einen Rückkauf.
Durch die Diskussionen um den Verkauf der Ausstattung gelangte der Klosterhof wieder vermehrt in das Bewusstsein der Öffentlichkeit. Ein Initiativkomitee unter den Regierungsräten Robert Ganzoni und Giusep Huonder sowie Politikern aus Bund und Kanton ermöglichte 1934 den Ankauf des Klosterhofs. Das Haus wurde aussen unter der Leitung der Architekten Nikolaus Hartmann und Josef Decurtins aus Chur renoviert, im Inneren durch Christian Schmidt aus Zürich.

## Museum
Nach der Sanierung wurde der Klosterhof von der Stiftung «Cuort Ligia Grischa» übernommen mit dem Ziel, ein kulturelles Zentrum für die Region aufzubauen. Mit Hilfe von Leihgaben aus den Beständen des Klosters Disentis entstand ein erster Grundstock.

### Wohnräume im ersten Obergeschoss

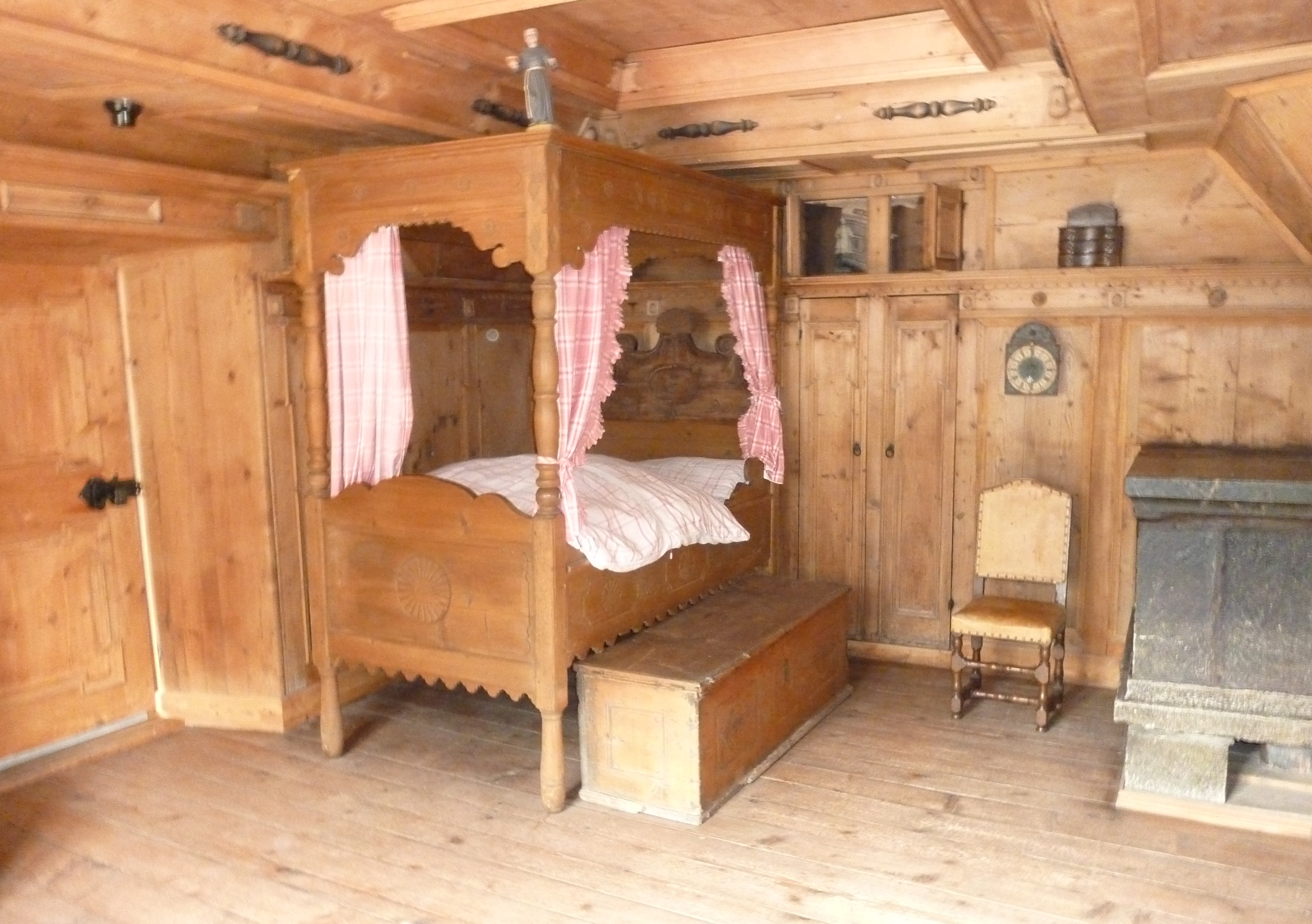
Schlafzimmer von
Placidus a Spescha

Im ersten Obergeschoss liegen unter anderem Schlafzimmer und Stube von Pater Placidus a Spescha, die er zu Beginn des 19. Jahrhunderts bewohnte. Die Stube ist mit Fichtenholz getäfert. Die kassettierte Decke wird von  einem vorkragenden Gesims mit darin eingelassenen Schubladen umschlossen. In der Mitte ist das gemalte Wappen des Abtes Adalbert III. eingelassen. Als Urheber der Arbeiten gilt Bruder Peter Solèr aus Disentis. Der Specksteinofen steht in der Mitte zwischen Stube und Schlafzimmer und heizte beide Räume. Himmelbett und Truhe stammen aus dem Jahr 1691, die Täferung wurde 1706 angebracht.

### Wohnräume im zweiten Obergeschoss

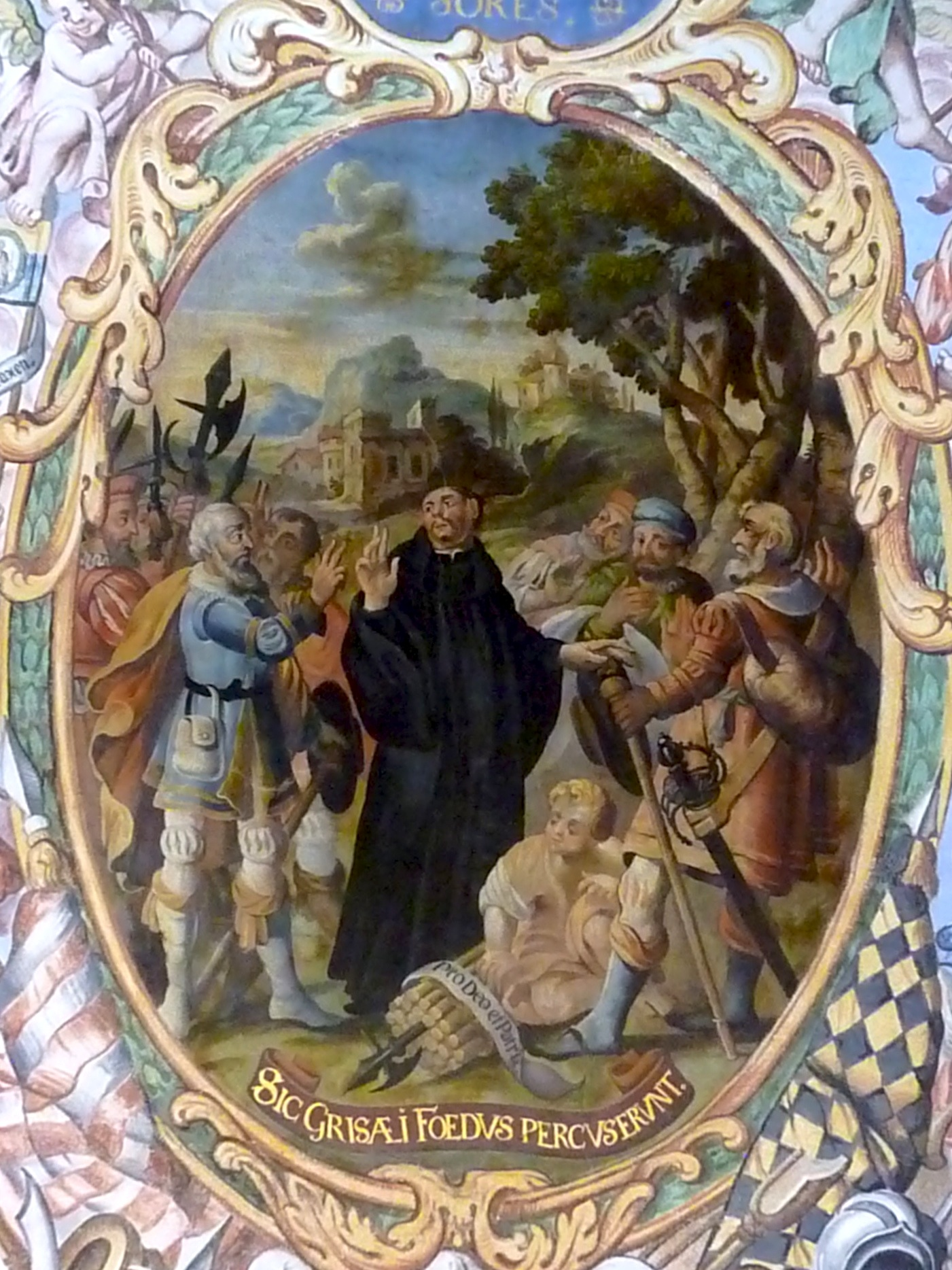
Gründung des Grauen Bundes. in der Mitte Abt Peter von Pontaningen, links Freiherr Hans Brun von Rhäzüns, rechts Graf Hans von Sax-Misox

Hier liegen die wichtigsten historischen Räume des Klosterhofes: Der Landrichtersaal und die Räume des Abtes.
Im acht mal fünf Meter grossen Landrichtersaal trafen sich jeweils am Jörgentag (23. April) die Delegierten des Grauen Bundes unter dem Vorsitz des Landrichters zur jährlichen Versammlung, an der Wahlen abgehalten und Recht gesprochen wurde. 1700 erteilte Abt Adalbert III. dem Mönch und Maler Fridolin Eggert aus Disentis den Auftrag, den acht auf fünf Meter grossen Raum auszugestalten. Eggert hinterliess im Vorderrheintal zahlreiche Werke, unter anderem auch die Bemalung der Wallfahrtskirche Maria Licht oberhalb des Klosterhofes. 
Auf dem Deckengemälde ist die Gründung des Grauen Bundes unter dem Ahorn von Trun dargestellt sowie die Wappen der drei Bünde und die Wappen der Äbte Adalbert II. und Adalbert III. Auf den Fahnen der zahlreichen Putten sind die Wappen und Namen der am Bund beteiligten Ortschaften abgebildet. Die Wappenschilde an den Wänden nennen die 72 Namen der Landrichter des Bundes; die Aufzählung ist in der Frühzeit jedoch nicht ganz vollständig.
Der würfelförmige Specksteinofen mit den Wappen des Abtes Bernhard Frank von Frankenberg ist eine Kopie des Originals, das um 1920 nach Flims verkauft wurde.
Die fürstäbtlichen Räume umfassen den Schaf- und Wohnraum des Abtes zur Zeit der Nutzung als Sommerresidenz. Das reiche Täfer aus einheimischem Holz stammt ebenfalls von Peter Solèr, das er bescheiden auf der Rückseite einer Schublade signierte: Ano 1682 hab ich bruder peter Soler diese Stube getheflet. An der Decke ist die komplizierte Kassettierung sternförmig um das Wappen des Abtes Adalbert II. angeordnet. Der originale Specksteinofen trägt den Namen des Abtes Columban Sozzi. Im Schlafzimmer steht der einzige offene Kamin des Hauses.

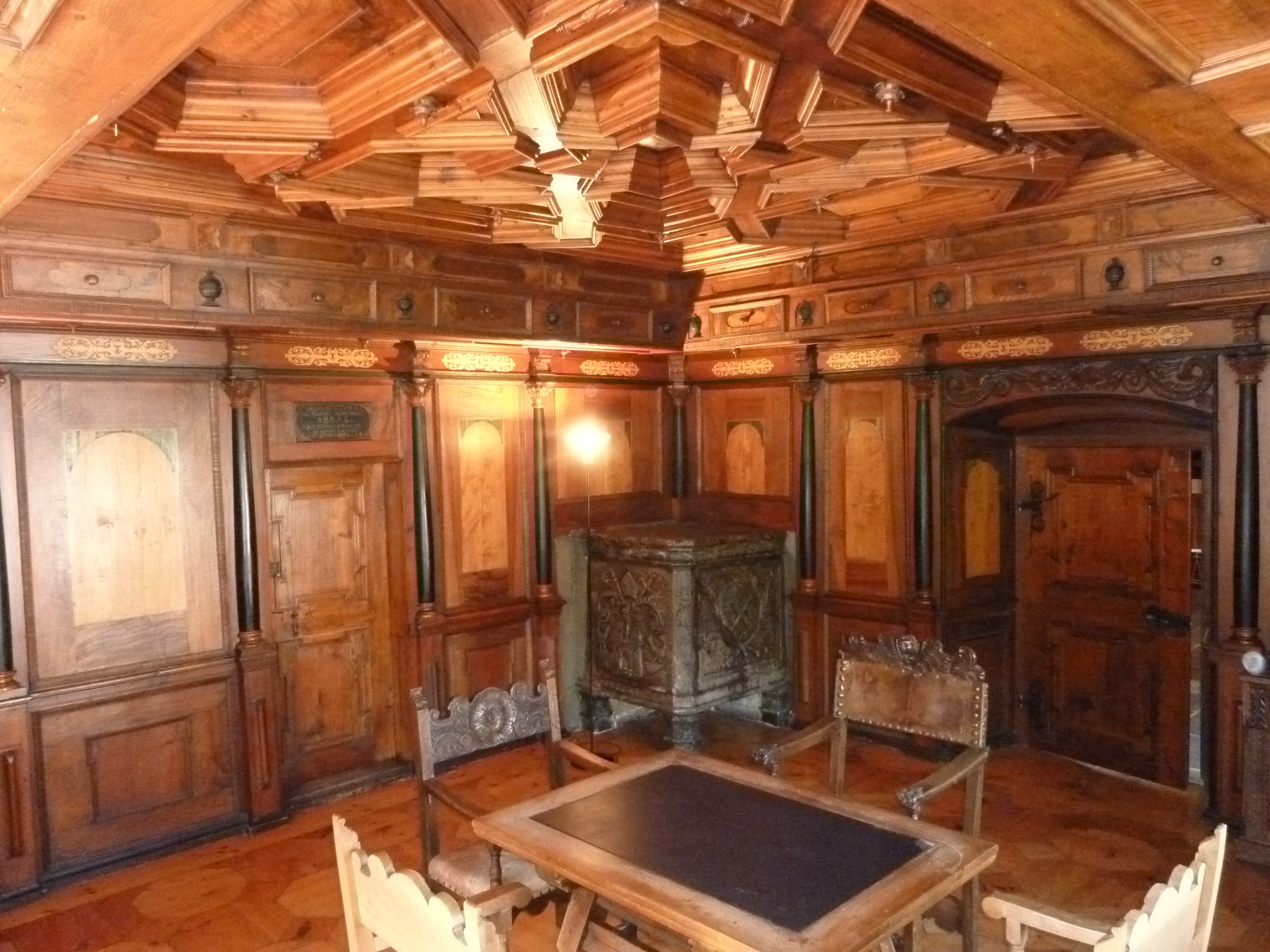
Abtstube
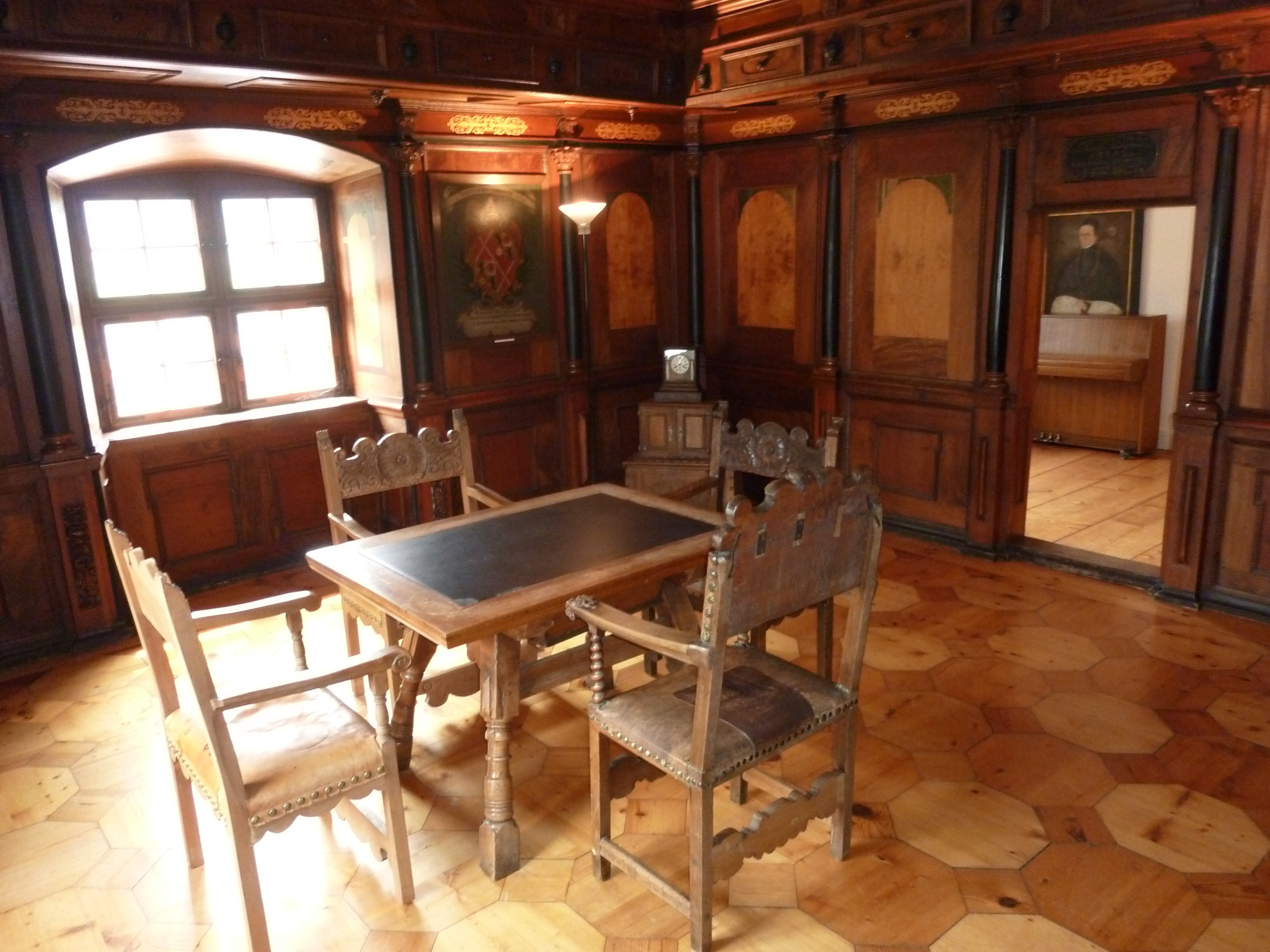
Abtstube
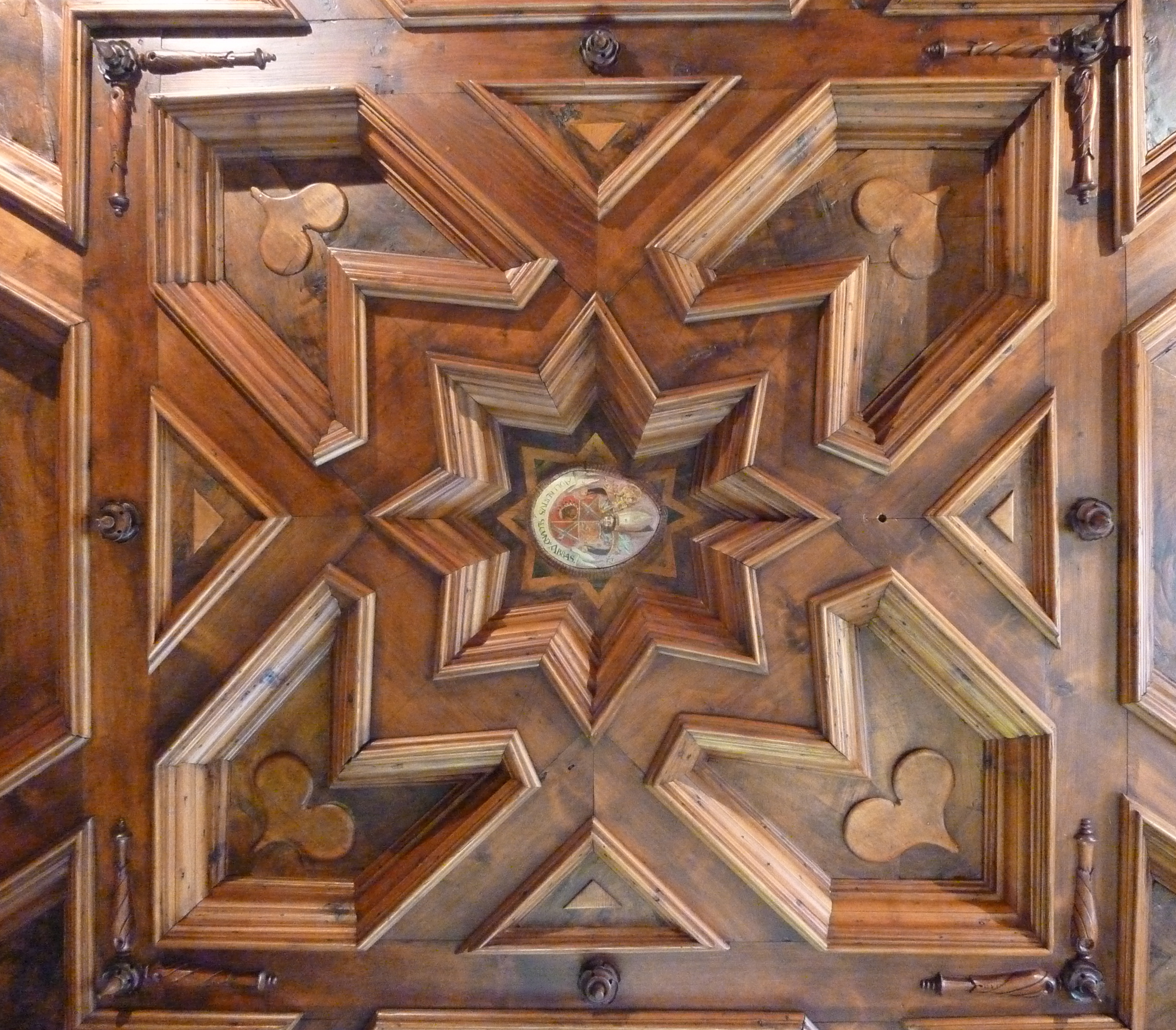
Kassettendecke
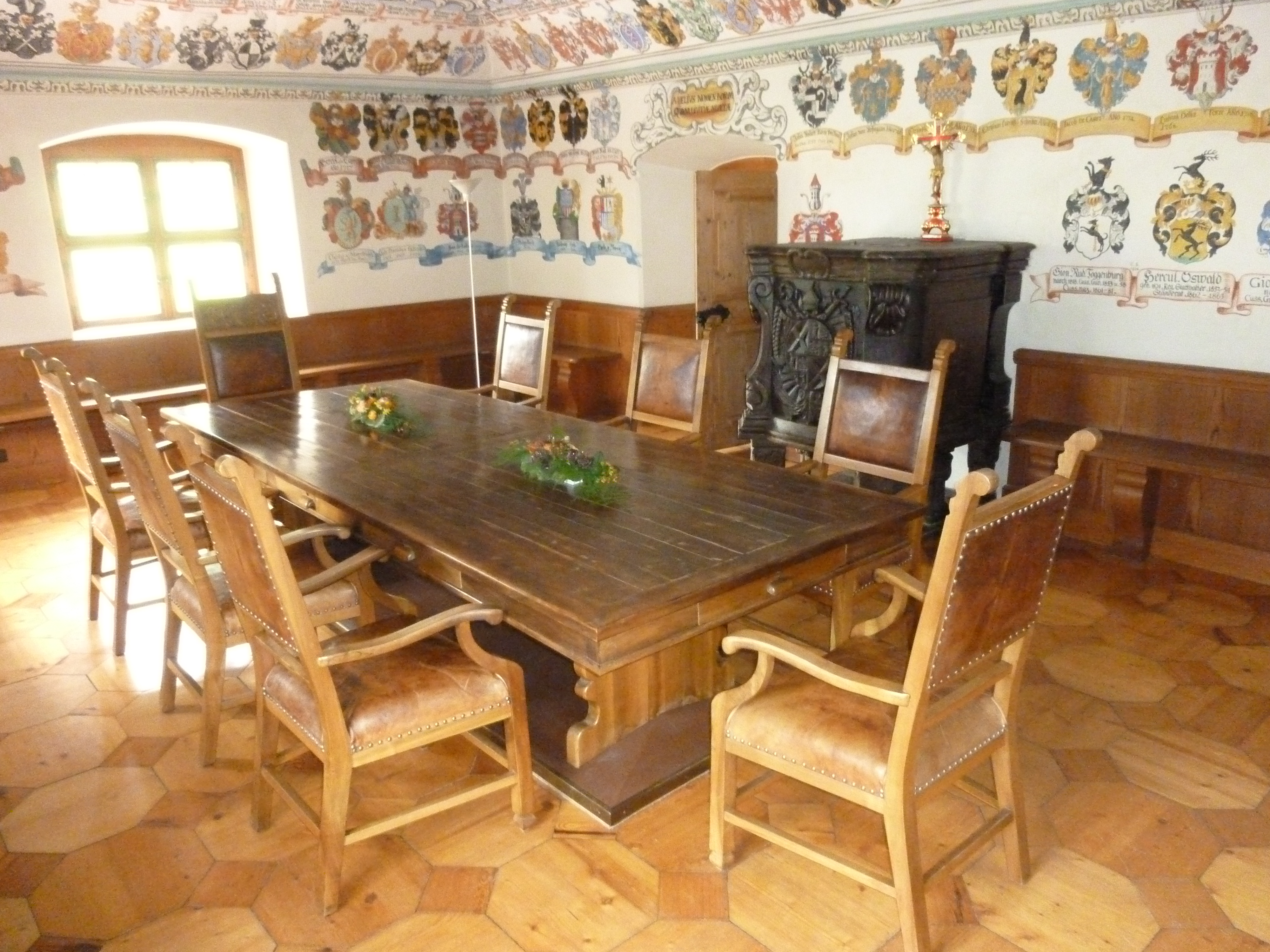
Landrichtersaal
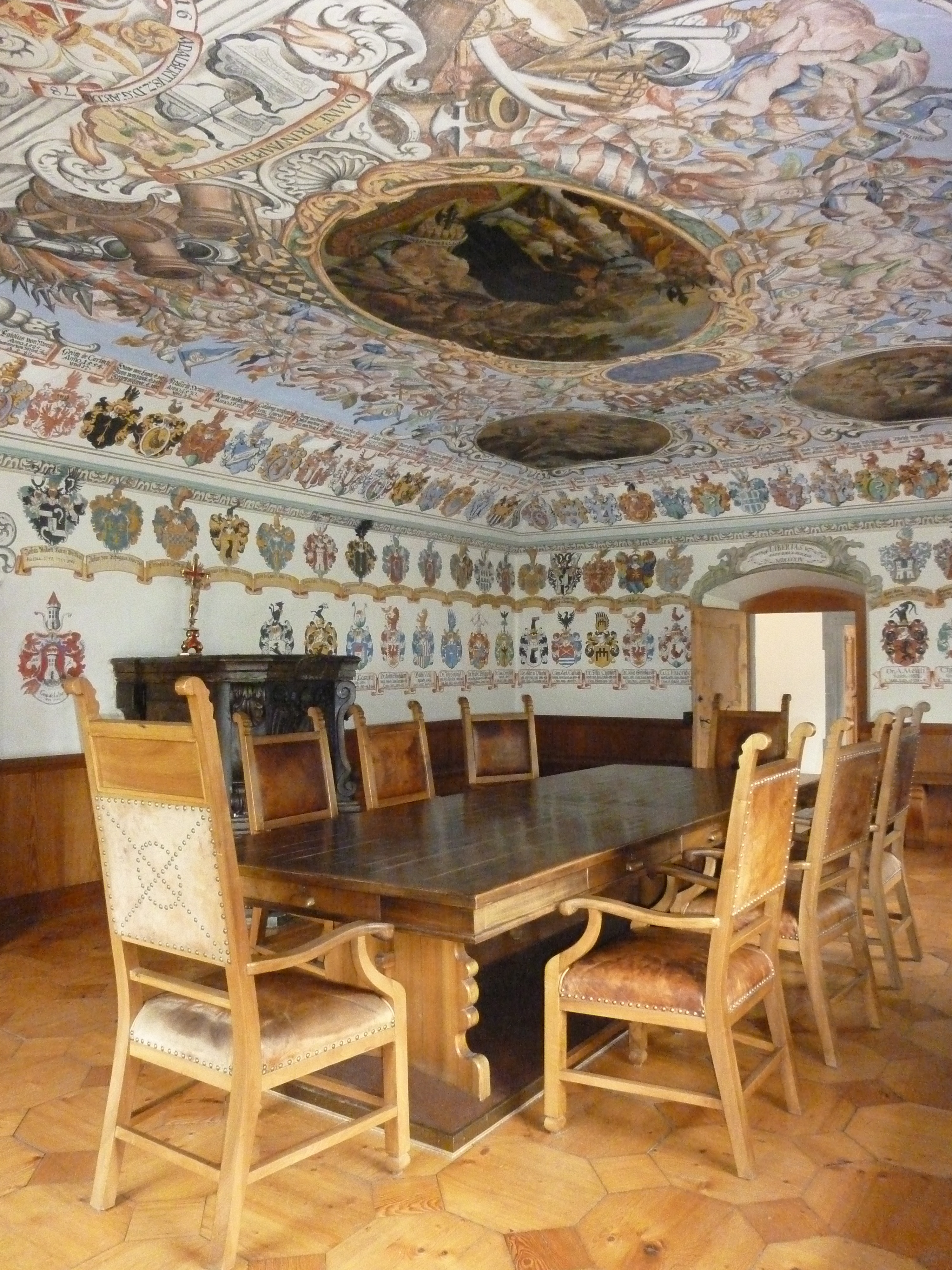
Landrichtersaal

In einem weiteren Raum wird der Strunk des Ahorns von Trun aufbewahrt, der 1870 bei einem Unwetter einstürzte. Unter dem Baum wurde 1424 der erste Bund beschworen.
Ein weiterer Raum ist dem Schaffen des Trunser Malers Alois Carigiet gewidmet, der das Museum stets unterstützt hatte. 1961 verwendete er den Kulturpreis des Kantons Graubünden, um im Museum die «Stiva d’art Sursilvana», die Oberländer Kunststube, zur Förderung einheimischer Künstler zu schaffen. Eine beträchtliche Anzahl seiner Werke ist hier ausgestellt. 
Neben dieser Dauerausstellung finden im Haus Wechselausstellungen einheimischer und ausländischer Künstler statt. Ein Raum ist dem einheimischen zeitgenössischen Maler Matias Spescha (1925–2008) gewidmet.
Weiter werden die Politiker Caspar Decurtins, Domdekan Matthias Schgier und Landrichter Clau Maissen vorgestellt.

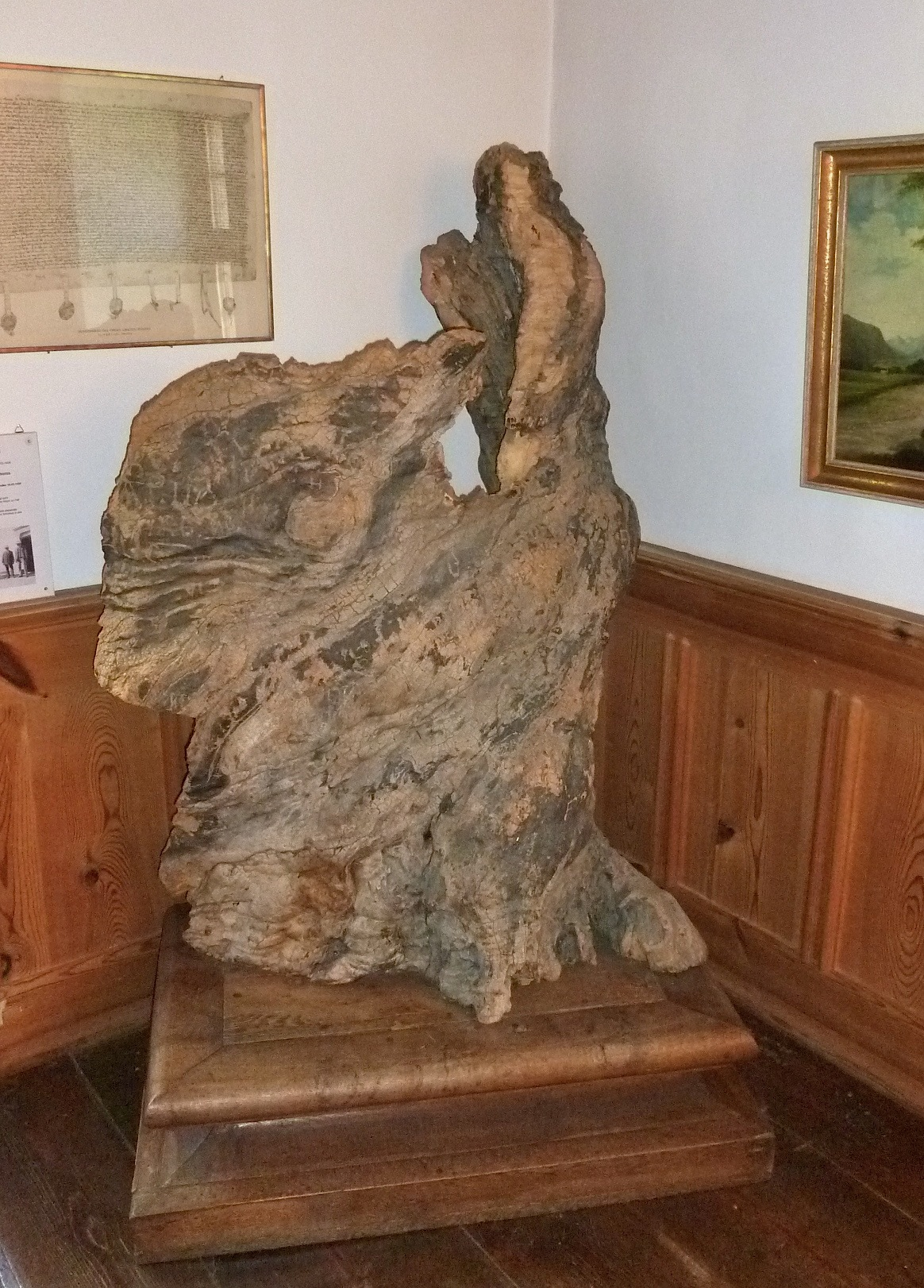
Strunk des Ahorns von Trun
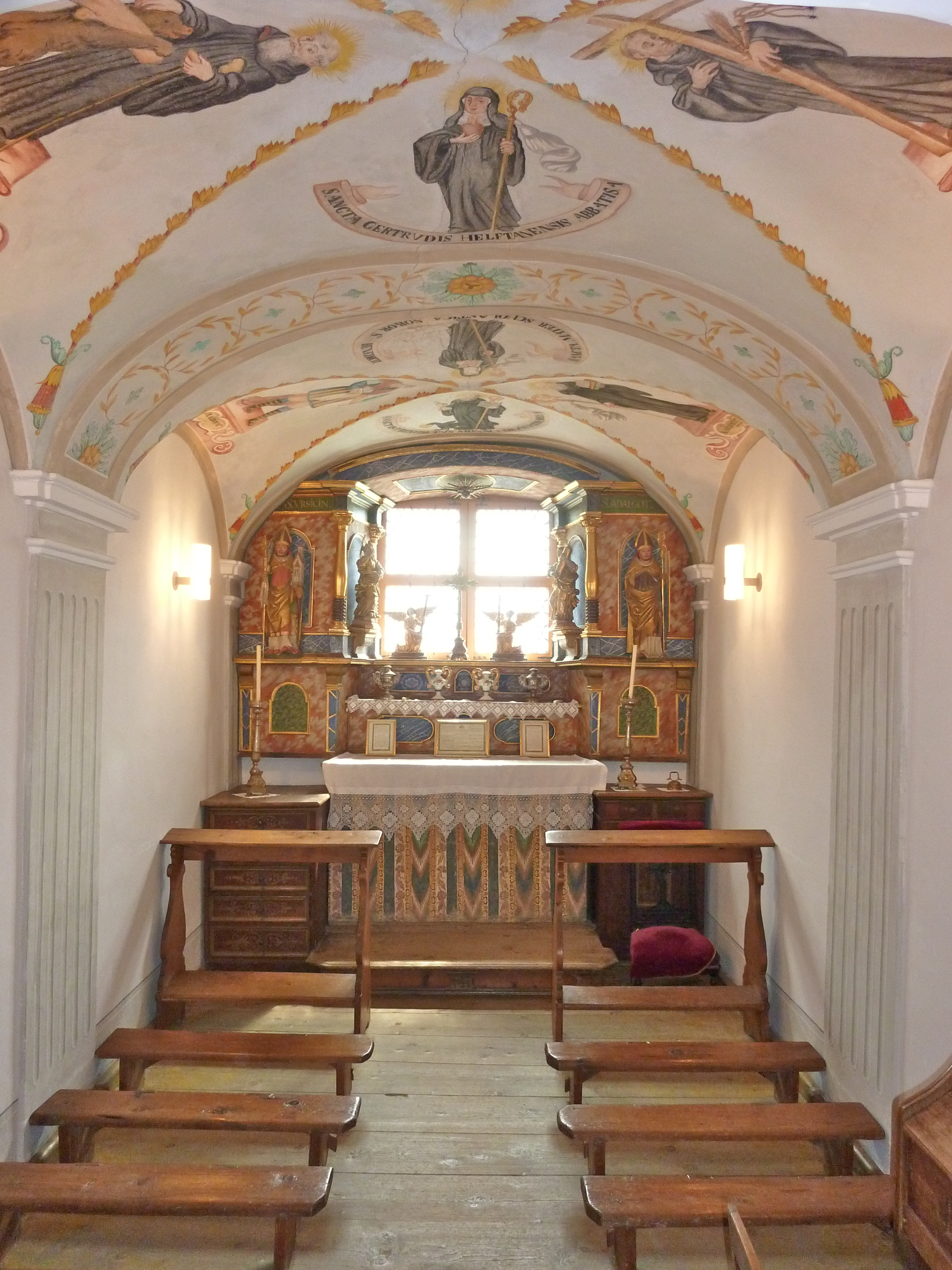
Kapelle

### Räume im dritten Obergeschoss
Hier liegt die Hauskapelle, ein kleiner zweijochiger Raum. Sie entstand unter Abt Adalbert III. und ist der heiligen Apollonia gewidmet. Das Deckengemälde mit Darstellungen benediktinischer Heiliger stammt von Johannes Jacobus Rieg aus Chur, der um 1700 in der Surselva tätig war. Der kleine Altaraufbau wurde gemäss einer eigenhändigen Inschrift auf der Rückseite 1683 wiederum von Peter Solèr als Fensterumrahmung geschaffen.

### Dachgeschoss

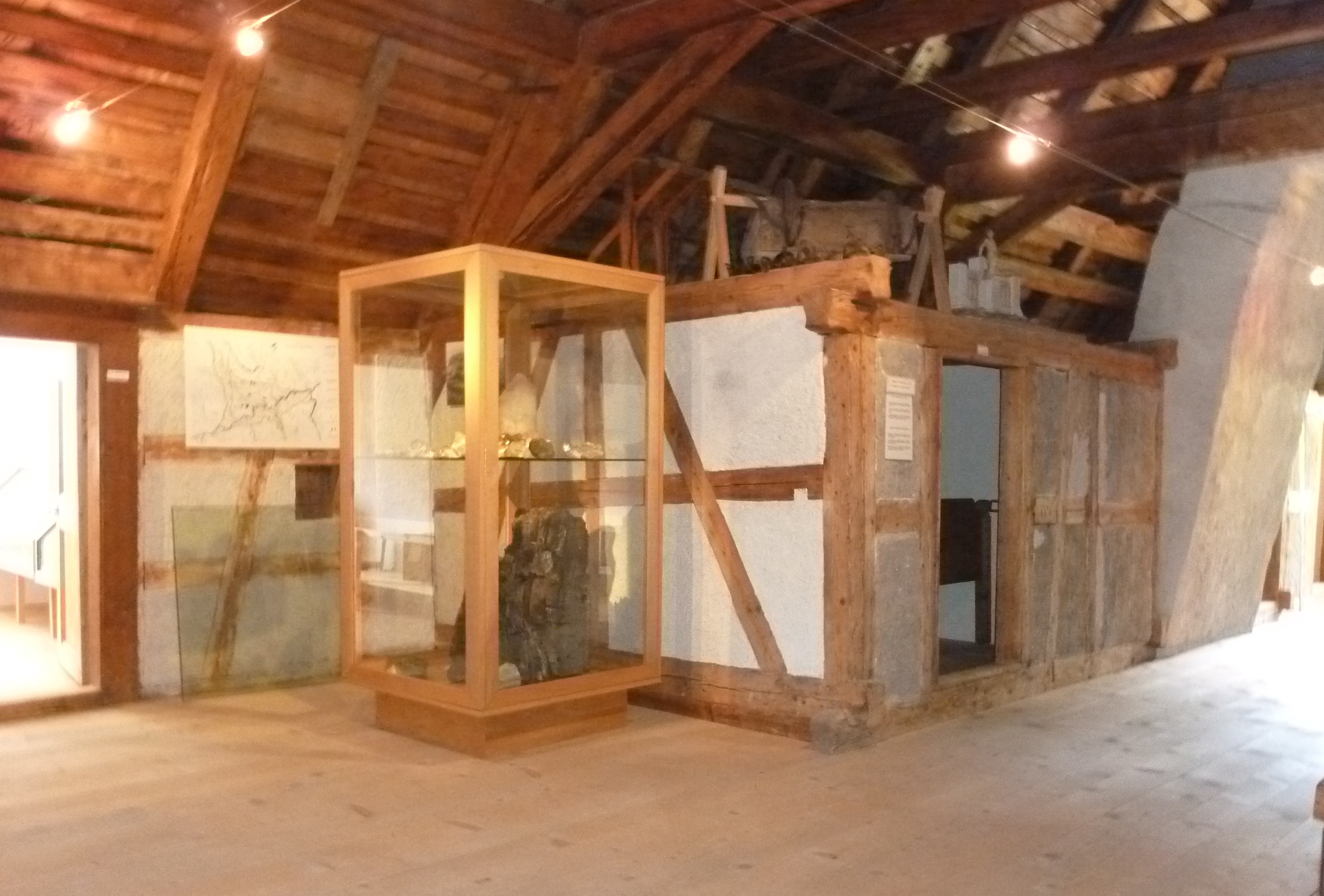
Dachgeschoss

Die zwölf eingebauten Kammern im Dachgeschoss boten ursprünglich Delegierten des Grauen Bundes am Jörgentag Unterkunft. Einige Räume wurden verglast und zeigen surselvische Alltagskultur.